# Dan Constantin Stavarache
Dan Constantin Stavarache (n. 12 mai 1936, Slatina - d. 8 februarie 2014, Belgrad) a fost un opozant al regimului comunist.

## Biografie
Dan Constantin Stavarache s-a născut la 12 mai 1936 în Slatina. După absolvirea liceului s-a înscris la Facultatea de Medicină. Când era student în anul II, a participat la organizarea mișcărilor revendicative ale studenților din București în 1956 (vezi Mișcările studențești din București din 1956). A fost printre organizatorii manifestației care urma să aibă loc în Piața Universității în ziua de 5 noiembrie 1956. A fost arestat la 4 decembrie 1956 fiind anchetat de locotenent colonel Constantin Popescu, căpitan Gheorghe Enoiu, locotenent major Iosif Moldovan, locotenent major Vasile Dumitrescu, locotenent major Gheorghe Vasile, locotenent major Constantin Oprea și locotenent Nicoilae Urucu. A fost judecat în lotul "Mitroi", iar prin sentința Nr. 534 din 19 aprilie 1957 a Tribunalului Militar București la un an închisoare corecțională. A fost eliberat, după executarea sentinței, la 3 decembrie 1958.